# حشره‌خوار بزرگ میندانائو
 حشره‌خوار بزرگ میندانائو (نام علمی: Crocidura grandis) نام یک گونه از سرده حشره‌خوارهای دندان‌سفید است.